# Vernéřov (Aš)
Vernéřov (deutsch Wernersreuth) ist ein Ortsteil der Stadt Aš in Tschechien.

## Geographie

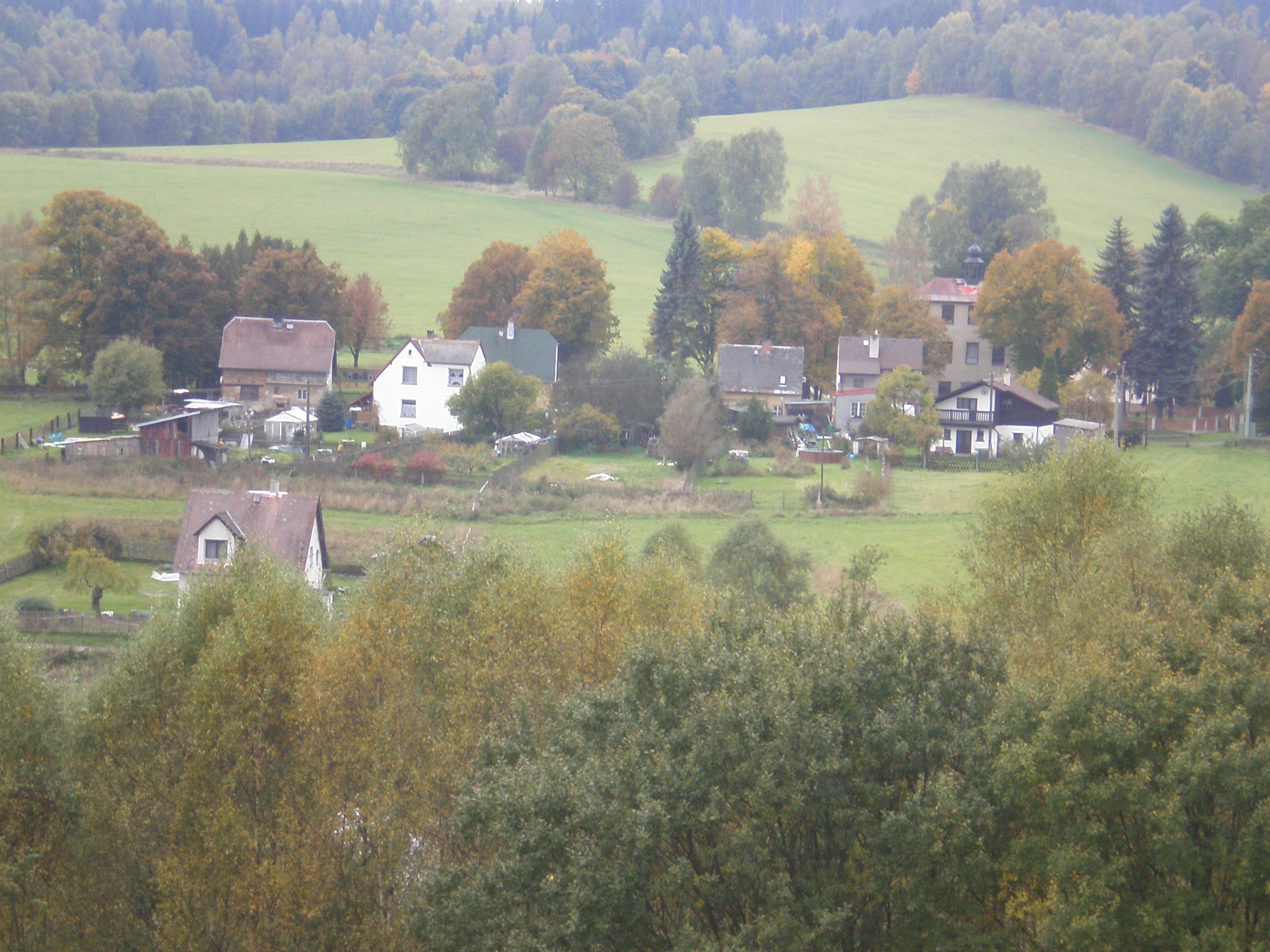
Blick über das Dorf

### Geographische Lage
Vernéřov liegt drei Kilometer östlich von Aš nahe der Grenze zu Deutschland und gehört zum Okres Cheb. Die Ortslage befindet sich am linken Ufer der Weißen Elster im Elstergebirge. Nördlich erhebt sich die Vyhlídka (Leitenberg, 678 m), östlich der Stráž (Wachtberg, 716 m), südöstlich der Záhoř (744 m), im Westen der Skřivánčí vrch (Lerchenberg, 736 m) und nordwestlich der Háj (Hainberg, 757 m). Dreieinhalb Kilometer  südöstlich entspringt die Weiße Elster.

### Nachbargemeinden
Nachbarorte sind Dolní Paseky im Norden, Gürth und Kleedorf im Nordosten, Horní Paseky, Röthenbach und Bad Brambach im Osten, Hohendorf, Bärendorf und Výhledy im Südosten, Nebesa im Süden, Mokřiny im Südwesten, Aš im Westen sowie Mikulov, Krásná und Marak im Nordwesten.

## Geschichte
Der Ort wird 1392 als Wernhersrewt erstmals urkundlich erwähnt. Die Familie von Zedtwitz als Besitzer des Ortes stritten sich mit den Egerer Bürgern um die Verarbeitung von Zinn. Der Abbau von Zinnerz spielte auch in den späteren Jahrhunderten eine wichtige Rolle.
In der zweiten Hälfte des 18. Jahrhunderts entstand südöstlich des Dorfes die Kolonie Rodenbach, die auch Salerberg genannt wurde und später mit Wernersreuth verschmolz.
Die Gemeinde gehörte während der Habsburgermonarchie zum Gerichtsbezirk Asch bzw. Bezirk Asch.
In Vernéřov befinden sich ein Denkmal des Ersten Weltkrieges, ein Schulgebäude und die Petersquelle.

### Einwohnerentwicklung
| Jahr | Einwohnerzahl |
| ---- | ------------- |
| 1869 | 1091          |
| 1880 | 1061          |
| 1890 | 1020          |
| 1900 | 1071          |
| 1910 | 1257          |

| Jahr | Einwohnerzahl |
| ---- | ------------- |
| 1921 | 1058          |
| 1930 | 1151          |
| 1950 | 225           |
| 1961 | 186           |
| 1970 | 141           |

| Jahr | Einwohnerzahl |
| ---- | ------------- |
| 1980 | 117           |
| 1991 | 104           |
| 2001 | 106           |
| 2011 | 123           |

## Söhne und Töchter des Ortes
- Emil Baumgärtel (1885–1939), österreichischer Politiker